# 佛罗里达州州长列表
佛罗里达州州长（英語：Governor of Florida）是美国佛罗里达州的地方行政首長，同时也是该州國民警衛隊的总司令。 州长有责任执行州法律、有权批准或否决州议会通过的法案、 召集议会， 以及授予特赦，但弹劾案除外。
在佛罗里达州第一次并入美国时，未来的美国总统安德鲁·杰克逊正担任该地的军事总督。佛罗里达领地于1822年成立，期间共计有5位总督在6个任期内任职。首任领地总督为威廉·邓恩·莫斯利，他任职长达12年，是迄今佛罗里达历史上担任行政长官时间最长的人。
自1845年建州以后，共有45人出任过佛罗里达州州长一职，其中有1人担任过两个不同任期的州长。而在历任州长里，共有四位州长已经连续完成了两个任期，他们分别是威廉·邓宁顿·布洛克瑟姆、鲁宾·艾斯丘、杰布·布什和里克·斯科特。鲍勃·格雷厄姆差点就连续完成了他的两个任期，但他在第二任期到期前3天宣布辞职。这也造成了他的继任者韦恩·米克森成为任期最短的佛罗里达州州长，仅仅任职3天。
现任佛罗里达州州长是共和党人罗恩·德桑蒂斯，他于2019年1月8日开始履职。

## 职位历史
佛罗里达曾是西班牙和法国的殖民地，随后它曾一度被英国控制，但后来在独立战争后再次沦为西班牙的殖民地。在这些时期，佛罗里达拥有不同的殖民总督。特别是英国控制时期，佛罗里达被分为东佛罗里达和西佛罗里达并有各自的总督。

## 历任长官

### 联邦军事专员
西属佛罗里达是美国依据《亚当斯－奥尼斯条约》从西班牙手中获得，该条约于1821年7月10日生效。 西佛罗里达的部分地区已经划分给了阿拉巴马州、路易斯安那州和密西西比州；而剩下的部分则和东佛罗里达交由一名拥有行政首长权力的联邦军事专员管辖，直至这些地区被合并和建制化。
| 专员 | 专员          | 任期                          | 任命者      | 备注        |
| ---- | ------------- | ----------------------------- | ----------- | ----------- |
|      | 安德鲁·杰克逊 | 1821年3月10日－1821年12月31日 | 詹姆斯·门罗 | [ e ] [ f ] |

### 佛罗里达领地总督
佛罗里达领地于1822年3月30日成立，其管辖范围由东佛罗里达与西佛罗里达合并而成。
| 届 | 总督             | 总督               | 任期                         | 任命者           |
| -- | ---------------- | ------------------ | ---------------------------- | ---------------- |
| 1  |                  | 威廉·波普·杜瓦尔   | 1822年4月17日－1834年4月24日 | 詹姆斯·门罗      |
| 1  | 约翰·昆西·亚当斯 | 威廉·波普·杜瓦尔   | 1822年4月17日－1834年4月24日 |                  |
| 1  | 安德鲁·杰克逊    | 威廉·波普·杜瓦尔   | 1822年4月17日－1834年4月24日 |                  |
| 2  |                  | 约翰·伊顿          | 1834年4月24日－1836年3月16日 |                  |
| 3  |                  | 理查德·基思·科尔   | 1836年3月16日－1839年12月2日 |                  |
| 4  |                  | 罗伯特·雷蒙德·里德 | 1839年12月2日－1841年3月19日 | 马丁·范布伦      |
| 5  |                  | 理查德·基思·科尔   | 1841年3月19日－1844年8月11日 | 威廉·亨利·哈里森 |
| 5  | 约翰·泰勒        | 理查德·基思·科尔   | 1841年3月19日－1844年8月11日 |                  |
| 6  |                  | 约翰·布兰奇        | 1844年8月11日－1845年6月25日 |                  |

### 佛罗里达州州长
佛罗里达州于1845年3月3日加入美利坚合众国；但又于1861年1月10日脱离联邦 并于1861年2月8日以创始邦的身份加入美利坚联盟国。 美国内战结束后，它曾一度作为第三军事区的一部分而存在。 1968年6月25日，佛罗里达州重新加入联邦。
1938年的《佛罗里达宪法》规定，每隔四年选举一次州长，州长职位不得连任。 而根据1861年制订的《国家分裂条款》的相关规定，州长的任期被缩短为两年，但取消了连选连任的限制。 不过在该州根据这一法律进行首次选举之前，佛罗里达州却已经被联邦占领。在佛罗里达州随后制订的1865年宪法和1868年宪法里，又重新规定了州长的四年任期； 但却没有早先的任期限制，直到1885年宪法里又再度引入这项规定。 根据现行的1968年宪法的规定，如果州长没有辞职而致使其连续两届任期超过6年的话，他将不得再参加下一次州长竞选。 从1885年开始，每届州长的任期都从选举完成后的第一个1月的首个周一后的周二开始， 这个规定延续至今。
最初，如果出现州长空缺的情况，则由佛罗里达州参议院议长继任该职。 在1865年宪法和1868年宪法里，佛罗里达州设立了副州长职位， 允许其在州长出缺的情况下代理州长职务。不过副州长一职在1885年宪法里被废除，继续由州参议院议长在州长出缺后继任州长职位。 到现行的1968年宪法里，副州长职位被重新设立，副州长可在州长出缺的情况下继任为州长。 州长与副州长在竞选时被列在同一张选票上。
在美国内战前，佛罗里达州一直是铁杆的蓝州，期间仅仅只有一名辉格党提名人成功获选为州长。 而在佛罗里达州重归联邦后，有三名共和党党员成为州长，但此后就被民主党完全占据了州长宝座。直至90年后，才有共和党提名的州长候选人获胜。
| 任 | 州长                                                                | 州长 | 州长                     | 任期                                           | 所属政党 | 选举年份                   | 副州长     | 副州长                                  |
| -- | ------------------------------------------------------------------- | ---- | ------------------------ | ---------------------------------------------- | -------- | -------------------------- | ---------- | --------------------------------------- |
| 1  |                                                                     |      | 威廉·邓恩·莫斯利         | 1845年6月25日－1849年10月1日 （任期限制）      | 民主党   | 1825年                     | 职位未设立 | 职位未设立                              |
| 2  |                                                                     |      | 托马斯·布朗              | 1849年10月1日－1853年10月3日 （任期限制）      | 辉格党   | 1848年                     | 职位未设立 | 职位未设立                              |
| 3  |                                                                     |      | 詹姆斯·埃米利厄斯·布鲁姆 | 1853年10月3日－1857年10月5日 （任期限制）      | 民主党   | 1852年                     | 职位未设立 | 职位未设立                              |
| 4  |                                                                     |      | 麦迪逊·斯塔克·佩里       | 1857年10月5日－1861年10月7日 （任期限制）      | 民主党   | 1856年                     | 职位未设立 | 职位未设立                              |
| 5  |                                                                     |      | 约翰·弥尔顿              | 1861年10月7日－1865年4月1日 （死于任上）       | 民主党   | 1860年                     | 职位未设立 | 职位未设立                              |
| 6  |                                                                     |      | 亚伯拉罕·库金多尔·埃利森 | 1865年4月1日－1865年5月19日 （任内辞职）       | 民主党   | 由州参议院议长继任代理州长 | 职位未设立 | 职位未设立                              |
| -  | 空缺                                                                | 空缺 | 空缺                     | 1865年5月19日－1865年7月13日                   | 不適用   | 美国内战后职位暂时空缺     | 职位未设立 | 职位未设立                              |
| 7  |                                                                     |      | 威廉·马文                | 1865年7月13日－1865年12月20日 （临时任期结束） | 不適用   | 由总统直接任命的临时州长   | 职位未设立 | 职位未设立                              |
| 8  |                                                                     |      | 大卫·谢尔比·沃克         | 1865年12月20日－1868年7月4日                   | 民主党   | 1865年                     |            | 威廉·华盛顿·琼斯·凯利                   |
| 9  |                                                                     |      | 哈里森·里德              | 1868年7月4日－1873年1月7日 （非选举候选人）    | 共和党   | 1868年                     |            | 威廉·亨利·格里森 （1868年12月14日撤职） |
| 9  | 空缺                                                                |      | 哈里森·里德              | 1868年7月4日－1873年1月7日 （非选举候选人）    | 共和党   | 1868年                     |            |                                         |
| 9  | 埃德蒙·科特尔·威克斯 （1870年1月24日被任命） （1870年12月27日结束） |      | 哈里森·里德              | 1868年7月4日－1873年1月7日 （非选举候选人）    | 共和党   | 1868年                     |            |                                         |
| 9  | 塞缪尔·戴 （1870年12月27日上任）                                    |      | 哈里森·里德              | 1868年7月4日－1873年1月7日 （非选举候选人）    | 共和党   | 1868年                     |            |                                         |

## 继承顺位
自2003年开始，佛罗里达州州长职位的继承顺位参见下表：
| 顺序 | 职位       | 现任者        |
| ---- | ---------- | ------------- |
| 1    | 副州长     | 珍妮特·努涅斯 |
| 2    | 总检察长   | 阿什莉·穆迪   |
| 3    | 首席财务官 | 吉米·帕卓尼斯 |
| 4    | 农业专员   | 尼基·弗里德   |

### 脚注
1. ↑  参见《佛罗里达州宪法》第一章第1节第a款。
2. ↑  参见《佛罗里达州宪法》第三章第8节。
3. ↑  参见《佛罗里达州宪法》第三章第3节第c款。
4. ↑  参见《佛罗里达州宪法》第四章第8节。
5. ↑  安德鲁·杰克逊的官方头衔是“美国专员”和“东佛罗里达与西佛罗里达总督”。[4]
6. ↑  安德鲁·杰克逊在1821年10月8日就离开了佛罗里达，[5] 但他的辞呈在1821年11月13日才提交；[6]而门罗总统直至1821年12月31日才接受这份辞呈。[7]
7. ↑  佛罗里达州州务卿（英语：Secretary of State of Florida）威廉·梅森·麦卡蒂（英语：William M. McCarty）曾于1827年短暂出任总督。[9]
8. ↑  参见《佛罗里达州1838年宪法》第三章第2条。
9. ↑  参见《1861年国家分裂条款》第三章第2条。
10. ↑  参见《佛罗里达州1865年宪法》第三章第2条。
11. ↑  参见《佛罗里达州1868年宪法》第五章第2条。
12. 1 2  参见《佛罗里达州1885年宪法》第四章第2条。
13. 1 2  参加《佛罗里达州宪法》第四章第5条。
14. ↑  参加《佛罗里达州宪法》第四章第2条。
15. ↑  参见《佛罗里达州1838年宪法》第三章第18条。
16. 1 2  参见《佛罗里达州1865年宪法》第三章第19条。
17. ↑  参见《佛罗里达州1868年宪法》第五章第15条。
18. 1 2  参见《佛罗里达州1885年宪法》第四章第19条。
19. 1 2  参见《佛罗里达州宪法》第四章第3条。
20. ↑  数据来自全国州长协会，除非另有说明。
21. ↑  副州长一职于1865年正式设立[p]，后于1885年废除[r]，随后又于1968年恢复[s]。
22. ↑  除非另有说明，否则副州长与州长均为同一政党。
23. ↑  约翰·弥尔顿因为美利坚联盟国即将战败而选择自杀，他在州议会上的最后讲话上说到“死亡比重聚更值得”。[15]
24. ↑  亚伯拉罕·库金多尔·埃利森选择辞职以躲避即将逼近的联邦军队，但他还是于1865年6月19日被俘虏。[16]
25. ↑  威廉·马文被联邦占领军任命为临时州长。[17]
26. ↑  大部分消息来源称沃克是民主党人；但州图书馆却认为他是“保守派”。[18]
27. ↑  代表共和党参选
28. ↑  哈里森·里德根据《1868年宪法》通过普选而当选，并于1868年6月8日宣誓就职；然而直到1868年7月4日，实际管理仍处于重建时期的佛罗里达州的佛罗里达联邦指挥官才承认州宪法和选举的有效性。[19]
29. ↑  在里德被弹劾期间，格里森曾自封为州长。但最高法院的裁决支持里德，格里森被免职。[20]
30. ↑  被任命为临时副州长来接替威廉·亨利·格里森，但州审计长认为州长无权任命可以继任其职位的官员并拒绝支付薪酬；同时州参议院也拒绝他被任命为州参议长，甚至提出动议来逮捕威克斯。里德州长呼吁举行特别选举来接替威克斯，但遭到他反对；不过佛罗里达州最高法院还是通过裁决而认定特别选举结果有效并认定威克斯任期结束。[21]

### 出典
1. ↑  Jennifer Burnett. . Jennifer Burnett's Blog. The Council of State Governments. 2013-06-25  [2021-08-03]. （原始内容存档于2021-06-27） （英语）.
2. ↑  . Encyclopedia of Oklahoma History & Culture. Oklahoma Historical Society.   [2021-08-03]. （原始内容存档于2010-07-31） （英语）.
3. ↑  . Florida Department of State.   [2021-08-03]. （原始内容存档于2021-05-07） （英语）.
4. ↑  . 佛罗里达记忆（英语：Florida Memory）.   [2021-08-03]. （原始内容存档于2021-08-03） （英语）.
5. ↑  Allen Covington Morris; Joan Perry Morris.  27th Edition. Peninsular Books. 1999  [2021-08-03]. ISBN 9780961600075 （英语）.
6. ↑  Andrew Jackson; Sam B. Smith; Harriet Chappell Owsley; Harold D. Moser. . University of Tennessee Press. 1980: 513  [2021-08-03]. ISBN 9780870498978 （英语）.
7. ↑  James Monroe. Stanislaus Murray Hamilton , 编. . G. P. Putnam's sons. 1902: 207  [2021-08-03] （英语）.
8. ↑  Virginia Bergman Peters. . Archon Books. 1979  [2021-08-03]. ISBN 9780208017192 （英语）.
9. ↑  . Biographical Directory of the United States Congress.   [2021-08-03]. （原始内容存档于2021-08-03） （英语）.
10. ↑  Dr. R. Boyd Murphree. . 佛罗里达记忆（英语：Florida Memory）.   [2021-08-04]. （原始内容存档于2021-08-04） （英语）.
11. ↑  . Today in Florida History. 佛罗里达历史学会.   [2021-08-04]. （原始内容存档于2011-01-10） （英语）.
12. ↑  Merlin G. Cox. . Florida Historical Quarterly (Florida Historical Society). 1968-01, 46 (3): 219–233. JSTOR 30147764 （英语）.
13. ↑  . Today in Florida History. 佛罗里达历史学会.   [2021-08-04]. （原始内容存档于2011-10-14） （英语）.
14. ↑  . Encyclopædia Britannica, Inc.   [2021-08-04]. （原始内容存档于2019-05-29） （英语）.
15. ↑  . 全国州长协会.   [2021-08-05]. （原始内容存档于2021-08-03） （英语）.
16. ↑  . 全国州长协会.   [2021-08-05]. （原始内容存档于2021-08-05） （英语）.
17. ↑  . 全国州长协会.   [2021-08-05]. （原始内容存档于2021-08-05） （英语）.
18. ↑  . 佛罗里达记忆（英语：Florida Memory）.   [2021-08-05]. （原始内容存档于2021-08-05） （英语）.
19. ↑  . The Museum of Florida History.   [2021-08-06]. （原始内容存档于2013-04-30） （英语）.
20. ↑  William Watson Davis. . Columbia University. 1913: 550–555. ISBN 9780722201985 （英语）.
21. ↑  Florida Supreme Court.  13 2nd Edition. 佛罗里达州. 1871 （英语）.
22. ↑   (PDF). 全国副州长协会. National Emergency Management Association.   [2021-08-03]. （原始内容 (PDF)存档于2015-09-06） （英语）.

### 文献
- 《佛罗里达州宪法（页面存档备份，存于）》（英文）
  - 《佛罗里达州1885年宪法 （页面存档备份，存于）》（英文）
  - 《佛罗里达州1868年宪法 （页面存档备份，存于）》（英文）
  - 《佛罗里达州1865年宪法 （页面存档备份，存于）》（英文）
  - 《1861年国家分裂条款 （页面存档备份，存于）》（英文）
  - 《佛罗里达州1838年宪法 （页面存档备份，存于）》（英文）

- Robert Buccellato; Gov. Wayne Mixson(撰稿). . Arcadia Publishing. 2015. ISBN 9781467113694 （英语）.

- Robert Sobel; John Raimo.  1–4. Meckler Books. 1978. ISBN 9780930466008 （英语）.